# Dobytí Mongolska
Dobytí Mongolska proběhlo od června do srpna 1921 na území dnešního Mongolska a bylo součástí ruské občanské války. Jeho hlavním aktéry byli generál baron Roman Fjodorovič Ungern von Sternberg a Damdin Süchbátar.
Byla to druhá a závěrečná bitva o Mongolsko během ruské občanské války a zároveň pravděpodobně poslední větší bitva této občanské války.

## Situace před bitvou
Po několika měsících bílého teroru Ungernova režimu započala první povstání proti jeho vládě. V červnu 1921 se k vnějšímu Mongolsku přiblížily jednotky Mongolské lidové armády pod vedením Damdin Süchbátara, které byly vyzbrojené a vycvičené ruskou Rudou armádou.

## Průběh bitvy
Süchbátarovy jednotky překročily v červnu 1921 hranice „Ungernovy říše“ a obsadily předsunuté pozice spolu s většinou pohraničí. Ungern započal reorganizovat své jednotky, které byly mezitím několikrát poraženy ve střetech s mnohem méně početnějšími mongolskými a ruskými oddíly. 5. července 1921 jednotky Mongolské lidové armády vstoupily do strategického města Urgy (dnešní Ulánbátar). Generál Ungern-Sternberg prchl do jižního Mongolska, kde shromáždil své zbylé stoupence a vojáky. Ty pak nahnal do útoku proti mongolským a ruským bolševickým jednotkám v Burjatsku. Po prvních úspěších ovšem přešla mongolsko-ruská komunistická vojska do masivního protiúderu a zničila většinu Ungernovy armády. Ti vojáci, kteří přežili, pak zajali Ungerna a vydali ho 21. srpna 1921 bolševikům.

## Důsledky bitvy
Ungern-Sternberg byl 15. září 1921 popraven bolševiky za zvěrstva, teror, ozbrojený boj proti republice a spolupráci s japonskou intervencí.